# Фердинанд I (Свещена Римска империя)
Фердинанд I (на немски: Ferdinand I; * 10 март 1503, † 25 юли 1564) е монарх от династията на Хабсбургите. Той е император на Свещената Римска империя от 1558 г. до смъртта си и крал на Бохемия и Унгария от 1526 г. до смъртта си. Крал е също и на Далмация, Хърватия, Славония, Галисия, Лодомерия и др. През по-голямата част от живота си управлява австрийските земи на Хабсбургите от името на брат си Карл V. Фердинанд е ерцхерцог на Австрия от 1521 до 1564 г. След смъртта на своя зет Лайош II Фердинанд управлява кралството на Бохемия и Унгария. Когато Карл доброволно абдикира през 1556 г., Фердинанд де факто става наследник на трона на Свещената Римска империя, а официално неговата коронация е през 1558 г., докато Испания, Испанската империя, Неапол, Сицилия, Милано и Холандия остават за Филип II Испански, син на Карл V.
Девизът на Фердинанд е „Fiat justitia et pereat mundus“, което в превод от латински означава: „Нека справедливостта да възтържествува, дори светът да загине.“

## Произход и ранни години
Фердинанд е роден в Алкала де Енарес, Кастилия на 40 км от Мадрид. Син е на Филип Кастилски (1478 – 1506), хабсбургски ерцхерцог, наречен „Красиви“, херцог на Бургундия и бъдещ крал на Кастилия, и на Хуана Кастилска (1479 – 1555), наречена „Лудата“, бъдеща кралица на Кастилия. Бащата на Фердинанд е син на Максимилиан I. Фердинанд е роден на същата дата, както своя прадядо по майчина линия Фердинанд II Арагонски.
След смъртта на Максимилиан възниква проблемът с наследството. Според предишната традиция в династията на Хабсбургите наследството трябва да бъде разделено между синовете на починалия, но управлявано от „обща власт“; но според испанския и бургундския закон само най-големият син наследява. В случая обаче единственият син Филип умира преди бащата си. Така наследството се пада на внуците Карл и Фердинанд. Карл тълкува ситуацията по такъв начин, че разделението засяга само австрийската собственост. Всички останали земи трябва да му принадлежат изцяло. На австрийската земя, също ако първоначалните планове са извършени, Графство Тирол ще бъде на общ, а владенията в Италия се падат на Карл. Фердинанд, с оглед на бохемско-унгарското наследство, се съгласява с това в договора за разделяне на Вормс на 21 април 1521 г. Има противоречие обаче между различните наследници. Следователно на 7 февруари 1522 г. влиза в сила Брюкселският договор. Тогава Фердинанд получава долноавстрийските провинции (Австрийското ерцхерцогство), включително (по-рано) вътрешноавстрийските (Щирия, Каринтия, Карниола и други), както и горноавстрийските провинции (Тирол и предната част).
В същото време Фердинанд трябва да поеме половината от дълга, оставен от дядо му император Максимилиан. В замяна Фердинанд също става представител на Карл, когато императорът отсъства. Карл също обещава да предложи избирането на Фердинанд за римски крал и по този начин вероятният наследник на императорската корона. Договорът от Брюксел е една от причините за разделянето на дома на Хабсбургите на испанска и австрийска линия. Брат му Карл също му отстъпва Вюртемберг, който е паднал в ръцете на Хабсбург, за да финансира разходите за войната срещу Улрих фон Вюртемберг. През 1530 г. той се бори с Вюртемберг, който Швабската конфедерация дава на херцог Улрих през 1519 г. заграбен и продаден на Австрия.
Фердинанд пътува след Вормския договор до австрийските владения. Вече е актуална сватбата му с Анна Ягелонина от Бохемия и Унгария. Дядото на Фердинанд, император Максимилиан и Владислав II Ягело, крал на Унгария и Бохемия, отдавна официално уреждат този брак чрез договор. Фердинанд пътува до Линц, където за първи път се среща бъдещата си съпруга. На 26 май 1521 г. там се провежда така наречената сватба в Линц.
Ситуацията в предоставената му територия е трудна. Наследствените земи са фактически фалирали след управлението на Максимилиан. Затова финансовият управител на Фердинанд Габриел фон Саламанка провежда решителна политика за облекчаване на дълговете. Мерките му, като събирането на високи данъци в Тирол например, го правят омразен.
Новите поданици са подозрителни към непознатия Фердинанд, който дори не говори немския национален език и е заобиколен от чуждестранни съветници. Освен това Австрия е неспокойна след смъртта на Максимилиан. Правителството, все още назначено от Максимилиан, иска да ограничи правата на градовете и трябва да се премести от Виена във Винер Нойщат. Под ръководството на кмета на Виена Мартин Зибенбюргер гражданите избират своя общинска администрация. Новото управление изпраща посолство до Карл в Испания още през 1519 година. Той потвърждава предишните привилегии на гражданите.
През юни 1522 г. Фердинанд кани представителите на старото и новото управление във Винер Нойщат пред съд, който е съставен предимно от чужденци. Трансилванците и седем други обвиняеми, повечето от които граждани на град Виена са екзекутирани. Този епизод е известен като „кървавия съд във Винер Нойщат“ в историята. Фердинанд се възползва от факта, че благородниците в австрийските земи са силно разделени помежду си. Той успява да ограничи властта им. Правителството за свободни места в именията на именията след смъртта на владетел вече беше изключено. В частност самоуверената Виена губи многобройни стари привилегии и права. Чуждестранните съветници са възнаградени от конфискуваното имущество на въстаниците.
През 1526 г. Фердинанд издава нови градски разпоредби за Виена. Така подчинява общинската на княжеската администрация.
Карл V поверява на своя брат Фердинанд властта над наследените земи в Австрия, които образуват днешна Австрия и Словения. Фердинанд също поема службата на наместник на брат си в качеството му на император на Свещената Римска империя по време на многото отсъствия на Карл.

## Управление на Унгария и Бохемия
В битката при Мохач през 1526 г., която султан Сюлейман Великолепни печели, загива зетът на Фердинанд Лайош II, крал на Бохемия и Унгария. Така на 29 август 1526 г. Фердинад е избран за крал на Бохемия на негово място.
Хърватските благородници избират Фердинанд I за свой крал на 1 януари 1527 г. в Цетинския замък и потвърждават владичеството на земите им за него и за неговите наследници. В замяна на трона Фердинанд тържествено обещава на Цетинския събор (на хърватски: Cetinski Sabor) да спазва историческите права, свободи, закони и обичаи, които хърватите имат, когато се съюзяват с Унгария, за да защитят Хърватия от османската инвазия в Европа.
В Унгария Николай Олай, секретар на Лайош, се сближава с Фердинанд, но запазва своя пост при кралицата-вдовица Мария Хабсбург. Фердинанд е избран за крал на Унгария на международен конгрес в Братислава през декември 1526 г. Тронът на Унгария става обект на династически спор между Фердинанд и Ян Заполски, войвода на Трансилвания. И двете страни са поддържани от различни части от благородничеството в Унгарското кралство. Фердинанд получава и подкрепата на брат си Карл V. След като губи битка срещу Фердинанд през 1527, Заполски се съюзява със Сюлейман. Фердинанд успява да спечели контрол само върху западна Унгария, а източната част остава владение на Заполски, докато юга е в ръцете на османлиите. След смъртта на Заполски неговата вдовица Изабела Ягелонка подписва Вайсенбургския договор с Фердинанд и му предава Кралство Унгария и Трансилвания през 1551 г. През 1554 г. фламандският писател и дипломат Ожие Гислен дьо Бюсбек е изпратен в Истанбул от Фердинанд, за да обсъди договор за спорната граница със Сюлейман.

### Обсада на Виена
Най-опасният момент в управлението на Фердинанд настъпва през 1529 г., когато той се укрива в Бохемия заради масивната, но в крайна сметка неуспешна обсада над столицата му Виена от османските войски под ръководството на Сюлейман I. Още една неуспешна атака е проведена през 1533 г. През тази година Фердинанд подписва мирен договор с Османската империя, разделяйки Кралство Унгария на две части, едната от които остава под властта на Хабсбургите, а другата остава във владение на наследниците на Заполски и впоследствие става васал на Османската империя.

### Борби с претенденти
През 1538 г. чрез Надварадския договор Фердинанд става наследник на Заполски. Той не успява да задържи това наследство заради Ян II Заполски, малкият син на Ян Заполски и Изабела Ягелонка, който е избран за крал на Унгария през 1540 г. Заполски е подкрепен от крал Зигмунт I Стари, бащата на майка му, но през 1543 г. е подписан договор между Хабсбургите и полския владетел. Вследствие на това Полша остава неутрална в този конфликт, а принц Зигмунт II Август се жени за Елизабет Австрийска, дъщеря на Фердинанд.
Западната част от Унгария, над която Фердинанд продължава да властва, става известна като Кралска Унгария. Като владетел на Австрия, Бохемия и Кралска Унгария Фердинанд приема политика на централизация и създава абсолютизъм, както и другите монарси по негово време. През 1527 г. съставя конституция за своите подвластни територии (Hofstaatsordnung) и създава институции по австрийски модел в Братислава за Унгария, в Прага за Бохемия и Вроцлав за Силезия. Опълчилите се срещу него благородници го принуждават да преустанови независимостта на тези институции и да ги подчини на австрийското правителство във Виена през 1559 г.
През 1547 г. бохемските имения се вдигат на бунт срещу Фердинанд, след като той нарежда на бохемската армия да се придвижи срещу немските протестанти. След като потушава бунта благодарение на испанските сили на брат си Карл V, Фердинанд отвръща на тяхното неподчинение като намалява привилегиите на бохемските градове и поставя нова бюрокрация от кралски чиновници, която да контролира градските власти. Фердинанд подкрепя Контрареформацията и помага за католическия отговор срещу това, което той самият вижда като еретическа вълна от протестантство. Например през 1551 г. той кани важни членове от Ордена на йезуитите във Виена и след това през 1556 в Прага. В края на краищата Фердинанд възражда епархията на Прага, която преди това изчезва заради успеха на протестантите.

## Римски крал
Преговорите за избора на Фердинанд за крал приключват успешно. На 5 януари 1531 г. Фердинанд е избран за крал в Кьолн от германските курфюрсти с пет гласа срещу протеста на саксонския курфюрст Йохан Фридрих I.
Той е коронован и помазан от архиепископ Херман V фон Вид в Аахен. Фердинанд е последният владетел на империята, коронясан в Аахен, който вече не управлява като управител на брат си, а на самостоятелно основание, което му дава допълнителна власт. Освен повечето протестантски владения обаче, Бавария също се присъединява към негативната позиция на Саксония. Противниците на изборите се организираха в Залфелдски бунт.
Когато Карл V отсъства от Империята в края на 1532 г., Фердинанд отново поема регентството за седем години. Когато Улрих фон Вюртемберг отново завладява именията си през 1534 г., между него и Фердинанд е сключен Каденският договор, според който Фердинанд запазва Вюртемберг като императорски феод, а Улрих го получава като австрийски, т.е. Участието на Улрих в Шмалкалденска война дава възможност на Фердинанд да оттегли този феод. Спорът за това е разрешен едва през 1552 г. при херцог Кристоф в негова полза.
Също през 1532 г., по настояване на Фердинанд, се приема Нюрнбергски религиозен мир, в което за първи път, въпреки всички резерви, протестантите получават известно признание. След като не се провежда събора, обещан от папата, Фердинанд подкрепя брат си в решаването на религиозния проблем чрез религиозни преговори. Самият той ръководи религиозния диспут в Хагенау през 1540 г., който е неуспешен. Но Фердинанд успява да убеди участващите страни да продължат на по-късна дата. Той също така оглавява диетите от 1542 г. в Шпайер и 1543 г. в Нюрнберг. По отношение на религиозната политика те не донасят промяна. Фердинанд успява само да накара императорските владения да осигурят финансова подкрепа за турската война.
В Шмалкалденската война, протестантските принцове се съюзяват срещу Карл V, Фердинанд е на страната на императора. Някои от бохемските благородници, обаче отказват да му се подчинят. След битката при Мюлберг (1547) Шмалкалденската лига е разбита. При тази обстановка Фердинанд успява да победи опозицията и в Бохемия.

## Управление като император
Една от причините Фердинанд да забави абдикацията на Карл е, че според съвременните му юристи съгласието на курфюрстите е необходимо за избора на наследник. Тяхната подкрепа не е сигурна и Фердинанд иска първо да си я осигури, преди да се състои избора. В резултат на това Фердинанд успява да укрепи позициите си в империята чрез поредица от съюзи.
През юни 1556 г. той сключва договори с Бавария, с архиепископията на Залцбург и Аугсбург, към която се присъединяват и други императорски имения. Фердинанд също успява да постигне разбирателство с курфюрст Август Саксонски. Ситуацията е затруднена от османско настъпление и въстанието в Унгария. Това удължава присъствието на Фердинанд в Райхстага в Регенсбург с месеци. Карл V вече е отстъпва своите италиански, нидерландски и испански владения на Филип и настоява за промяна и в империята. Той заминава за Испания и упълномощава Фердинанд на 8 август 1556 г. да преговаря с избирателите по свое усмотрение. Към този момент императорската власт фактически е прехвърлена на Фердинанд. Император никога не е подавал оставка и след дълги обсъждания избирателите, гласуват на изборното събрание във Франкфурт, въпреки възражението на папа Павел IV.
На 26 февруари 1558 г. Фердинанд става император вместо племенника си Филип II. Затова Фердинанд е наречен „избран римски император.“ Папата отказва да признае това. Едва неговият наследник папа Пий IV валидира това.
Краят на всеобщата монархия на Карл V означава отслабване на значението на империята, докато Испания става доминираща сила. Фердинанд и неговите наследници вече не могат да действат от гледна точка на външната политика, а могат да реагират по същество. Поради това добрите отношения с Испания са от голямо значение за Фердинанд. Поради неясната наследственост на Филип II, той дори се надява, че испанското наследство може да премине към австрийската линия на Хабсбургите. По тази причина, например, най-големият му син Максимилиан II е отгледан в Испания. Също така след смъртта на съпругата си, Филип се жени за Ана от Австрия. Има обаче и противоречиви интереси между германските и испанските Хабсбурги. Това засяга например въпроса за имперска Италия. Испания се опитва да обвърже малките феодове със себе си.
Като цяло Фердинанд няма как да противодейства на испанската експанзия в Италия. Дори Савоя и папата започват да използват очевидната слабост на империята. Папа Пий V титулува Козимо I де Медичи, като велик херцог на Тоскана.
Отслабването на империята парадоксално допринася за успокояване и вътре в нея, тъй като имперските владетели вече не трябва да се страхуват от хабсбургското надмощие, както преди. Освен това нито императорът, нито принцовете изобщо поставят под съмнение авгсбургския религиозен мир. Въпреки това продължават да възникват многобройни конфликти.
В последните си години Фердинанд се посвещава на преодоляването на разделението на църквата като част от своята религиозна политика, която е насочена към помирение. Той включва в генералните щати и протестантите. Той е готов да ограничи папския абсолютизъм, както поддържа реформите в католическата църква, като въпросите за свещеническия брак или мирския потир. Той не постига забележителен успех в това начинание. Пий IV отхвърля промените, на същото мнение е и новият испански крал Филип II. Вместо това Тридентският събор, който междувременно е прекъснат, е продължен. Със своите искания и идеи за цялостна реформа на църквата, Фердинанд не успява да се наложи на събора.
Той се опитва да събере благородниците от двете деноминации в регионални лиги, като координира външната политика с курфюрстите.

## Брак и потомство
Фердинанд се жени на 25 май 1521 г. в Линц, Австрия, за Анна Ягелонина (1503 – 1547), единствена дъщеря на унгарския крал Владислав II, сестра на Лайош II. Те имат петнадесет деца:
- Елизабет Австрийска (1526 – 1545), ∞ 1543 Зигмунт II Август (1520 – 1572), крал на Полша
- Максимилиан II (1527 – 1576), император на Свещената Римска империя
- Анна Австрийска (1528 – 1590), ∞ 1546 баварския херцог Албрехт V (1528 – 1579)
- Фердинанд II (1529 – 1595), ерцхерцог на Австрия, граф на Тирол
- Мария Австрийска (1531 – 1581), ∞ 1546 херцог Вилхелм Богатия от Юлих-Клеве-Берг
- Магдалена Австрийска (1532 – 1590), абатеса в Хал ин Тирол
- Катарина Австрийска (1533 – 1572), ∞ 1549 Франческо III Гонзага (1533 – 1550), херцог на Мантуа-Монферат, ∞ 1553 Зигмунт II Август (1520 – 1572), крал на Полша
- Елеонора Австрийска (1534 – 1594), ∞ 1561 Гулелмо Гонзага (1538 – 1587), херцог на Монферат
- Маргарета Австрийска (1536 – 1567), монахиня в Хал ин Тирол
- Йохан Австрийски (1538 – 1539)
- Барбара Австрийска (1539 – 1572), ∞ 1565 Алфонсо II д’Есте (1533 – 1597), херцог на Ферара
- Карл II Франц Австрийски (1540 – 1590), ерцхерцог на Вътрешна Австрия (Щирия, Крайна и Каринтия)
- Урсула Австрийска (1541 – 1543)
- Елена Австрийска (1543 – 1574), монахиня в Хал ин Тирол
- Йохана Австрийска (1547 – 1578), ∞ 1565 Франческо I Медичи (1541 – 1587), велик херцог на Тоскана

- Елизабет Австрийска
- Максимилиан ІІ
- Анна Австрийска
- Фердинанд II
- Мария Австрийска
- Магдалена Австрийска
- Катарина Австрийска
- Елеонора Австрийска
- Маргарета Австрийска
- Йоан
- Барбара Австрийска
- Карл II Франц
- Елена Австрийска
- Йохана Австрийска

## Смърт
Фердинанд умира във Виена на 25 юли 1564 г. и е погребан в катедралата Св. Вит в Прага.

## Монети
Ликът на Фердинанд I е мотив на много колекции от монети и медали. Най-скорошната монета е известната Ренесансова монета от 20 евро, появила се на 12 юни 2002 г. Портрет на Фердинанд е показан на едната ѝ страна, а на другата е изобразена Швейцарската порта на двореца Хофбург.